# Кубок Андорры по футболу 2011
Кубок конституции 2011 года — девятнадцатый розыгрыш кубка Андорры. Соревнования начались 15 января 2011 года (первый отборочный раунд) и закончились 8 мая 2011 года (финал). Победителем турнира второй год подряд и третий раз в истории стал клуб «Сан-Жулиа», выигравший в финале клуб «Унио Эспортива Санта-Колома» со счётом 3:1.
Благодаря победе в кубке клуб «Сан-Жулиа» заработал место во втором квалификационном раунде Лиги Европы 2011/12.

## Первый раунд
Матчи первого раунда кубка состоялись 15 января 2011 года, в них приняли участие команды, занимавшие 1-8 места после первой половины второго дивизиона андоррского чемпионата 2010/11.
| Команда        | счёт | Команда             |
| -------------- | ---- | ------------------- |
| Санта-Колома B | 2:4  | Экстременья         |
| Принсипат B    | 2:3  | Атлетик (Эскальдес) |
| Энгордань      | 4:3  | Лузитанс B          |
| Ранжерс        | 4:1  | Пенья Энкарнада     |

## Второй раунд
Матчи второго раунда кубка состоялись 22 января 2011 года, в них приняли участие команды, победившие в первом отборочном раунде, и команды, занимавшие места с пятого по восьмое после 12 кругов андоррского первого дивизиона 2010/11.
| Команда             | счёт | Команда                    |
| ------------------- | ---- | -------------------------- |
| Экстременья         | 1:2  | Каса Эстрелла дель Бенфика |
| Атлетик (Эскальдес) | 1:6  | Интер (Эскальдес)          |
| Энгордань           | 1:6  | Энкам                      |
| Ранжерс             | 3:1  | Принсипат                  |

## Третий раунд
Матчи третьего раунда кубка состоялись 3 и 10 апреля 2011 года, в них приняли участие команды, победившие во втором отборочном раунде, и команды, занимавшие места с первого по четвёртое после 12 кругов андоррского первого дивизиона 2010/11.
| Команда                    | счёт | Команда                     | 1-й матч | 2-й матч |
| -------------------------- | ---- | --------------------------- | -------- | -------- |
| Каса Эстрелла дель Бенфика | 0:11 | Унио Эспортива Санта-Колома | 0:7      | 0:4      |
| Интер (Эскальдес)          | 1:8  | Лузитанс                    | 0:6      | 1:2      |
| Энкам                      | 0:19 | Санта-Колома                | 0:9      | 0:10     |
| Ранжерс                    | 1:11 | Сан-Жулиа                   | 0:3      | 1:8      |

## Полуфиналы
Полуфиналы кубка состоялись 17 апреля и 1 мая 2011 года.
| Команда                     | счёт              | Команда   | 1-й матч | 2-й матч    |
| --------------------------- | ----------------- | --------- | -------- | ----------- |
| Унио Эспортива Санта-Колома | 4:2               | Лузитанс  | 2:1      | 2:1         |
| Санта-Колома                | 5:5 (1:4 по пен.) | Сан-Жулиа | 2:3      | 3:2 (д. в.) |

## Финал
| 8 мая 2011                  | \| Унио Эспортива Санта-Колома \| 1:3 \| Сан-Жулиа \| \| Борис Антон (51) \| Голы \| Себас Варела (49), Жуаким Бесора (94, 103) \| | Комуналь д’Ашоваль                         |
| Унио Эспортива Санта-Колома | 1:3 | Сан-Жулиа                                  |
| Борис Антон (51)            | Голы | Себас Варела (49), Жуаким Бесора (94, 103) |

| Победитель Кубка конституции 2011 |
| --------------------------------- |
| Сан-Жулиа 3-й титул               |